# Celebesia ferruginata
Celebesia ferruginata är en insektsart som först beskrevs av Brunner von Wattenwyl 1898.  Celebesia ferruginata ingår i släktet Celebesia och familjen gräshoppor. Inga underarter finns listade i Catalogue of Life.